# Parazyxomma
Parazyxomma is een geslacht van libellen (Odonata) uit de familie van de korenbouten (Libellulidae).

## Soorten
Parazyxomma omvat 1 soort:
- Parazyxomma flavicans (Martin, 1908)